# Chierici regolari poveri della Madre di Dio delle scuole pie

Lo stemma dell'ordine reca il monogramma coronato di Maria e le lettere greche MP e ΘY, abbreviazioni per μήτηρ θεοῦ (madre di Dio)

I chierici regolari poveri della Madre di Dio delle scuole pie  (in latino Ordo Clericorum Regularium Pauperum Matris Dei Scholarum Piarum) sono un istituto religioso maschile di diritto pontificio: i membri di questo ordine, detti comunemente scolopi o piaristi, pospongono al loro nome le sigle S.P. o Sch. P.
Le origini dell'ordine risalgono alle scuole popolari gratuite (scuole pie) fondate da san Giuseppe Calasanzio a Roma nel 1597. Il 25 marzo 1617 Calasanzio e i suoi compagni diedero inizio a una congregazione di religiosi per l'insegnamento: papa Gregorio XV elevò la compagnia a ordine regolare con breve del 18 novembre 1621.
Gli scolopi si dedicano principalmente all'istruzione e all'educazione cristiana di giovani e fanciulli.

## Storia

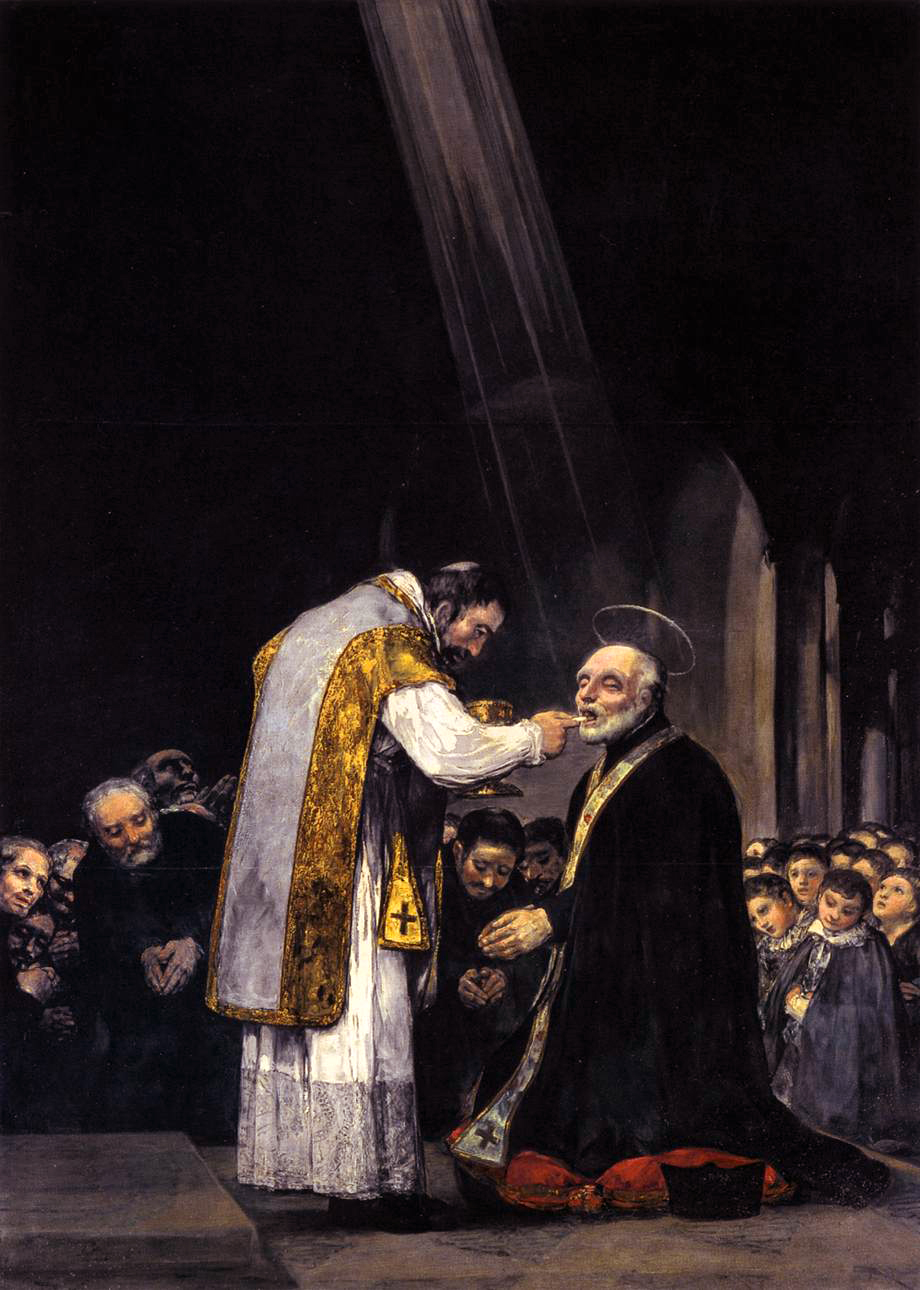
L'ultima comunione di san Giuseppe Calasanzio: dipinto di Francisco Goya

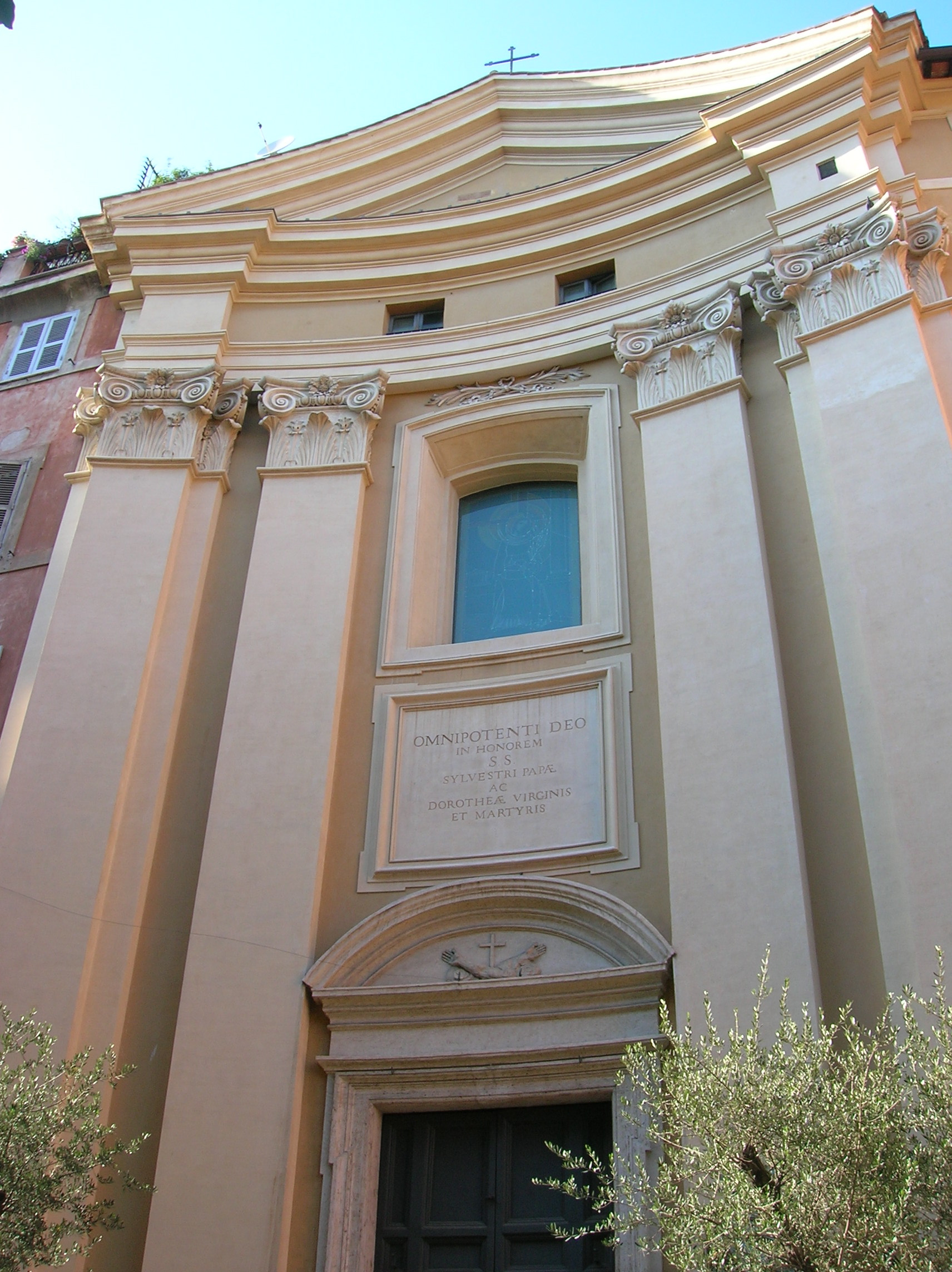
La chiesa di Santa Dorotea, sede della prima scuola pia di Giuseppe Calasanzio

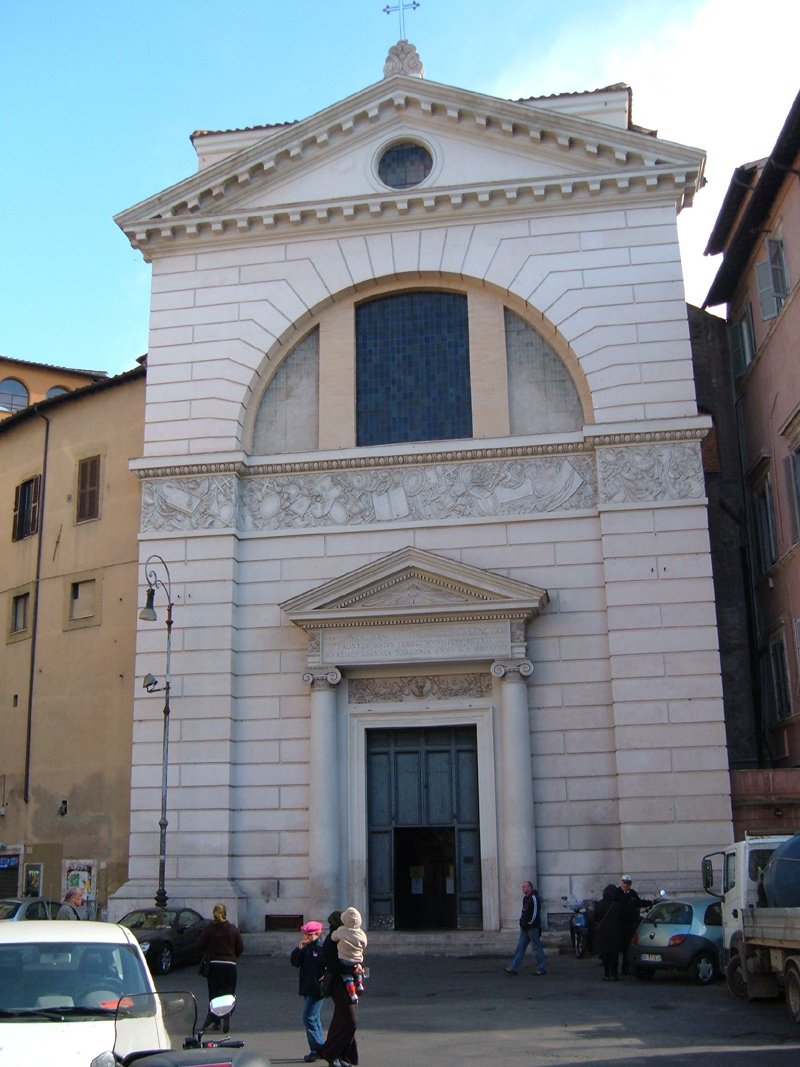
La chiesa di San Pantaleo a Roma, sede generalizia dell'ordine

### Origini dell'ordine
Giuseppe Calasanzio (1557-1648) nacque a Peralta, paese tra l'Aragona e la Catalogna: compì i suoi studi a Lérida, Valencia e Alcalá de Henares e nel 1583 venne ordinato sacerdote. Dopo una crisi interiore, nel 1592 decise di recarsi in pellegrinaggio a Roma e vi si stabilì.
Si dedicò a varie opere di carità fino a quando, colpito dalla miseria morale e materiale della popolazione infantile, decise di dedicarsi completamente all'educazione della gioventù povera. Nel 1597, presso la chiesa di Santa Dorotea in Trastevere aprì la prima scuola popolare gratuita d'Europa. Per l'insegnamento, con l'approvazione orale di papa Clemente VIII, nel 1602 istituì una congregazione di preti secolari senza voti.
L'avvio dell'opera non fu facile: tra il 1604 e il 1612 (anno in cui la scuola venne trasferita presso la chiesa di San Pantaleo) si avvicendarono all'insegnamento nella scuola oltre ottanta maestri, ma di questi solo quattro o cinque rimasero a lungo legati a Calasanzio. Per assicurare un futuro alla sua scuola, il fondatore pensò di legare la sua congregazione all'ordine dei chierici regolari della Madre di Dio di Giovanni Leonardi e papa Paolo V sancì l'unione delle due famiglie religiose il 13 giugno 1614; ma l'insegnamento non era tra le finalità principali dei leonardini e l'unione non si rivelò proficua né per loro né per le scuole, così nel 1616 Calasanzio fondò una nuova scuola a Frascati e chiese al pontefice di sciogliere l'unione (cosa che avvenne il 6 marzo 1617).

### Nascita dell'ordine
La società di Calasanzio prese il nome di Congregazione paolina dei chierici poveri della Madre di Dio delle scuole pie e Calasanzio, assieme ai suoi primi quattordici compagni, vestì l'abito religioso nella cappella di Palazzo Giustiniani il giorno della festa dell'Annunciazione (25 marzo) del 1617: il 18 novembre 1621 (breve Sacri apostolatus) papa Gregorio XV elevò la congregazione a ordine regolare e il 31 gennaio 1622 (breve Ad uberes fructus) ne approvò le costituzioni.
La congregazione ebbe una rapidissima diffusione: dopo Roma e Frascati, vennero aperte scuole popolari a Mentana, Moricone, Magliano, Narni, Norcia, Fanano, Carcare, Genova e Savona, quindi a Napoli (1626) e a Firenze (1630); nel 1631 venne aperta la prima scuola all'estero (a Mikulov, in Moravia) e nel 1642 vennero stabilite altre due comunità in Polonia: a Varsavia e a Podolínec.
Mentre l'ordine cresceva di prestigio, l'ormai anziano fondatore, già tenuto in sospetto per la sua vicinanza al domenicano Tommaso Campanella e Galileo Galilei, venne accusato, dai religiosi Mario Sozzi e Stefano Cherubini, di ribellione ai legittimi poteri e convocato davanti al Santo Uffizio: Calasanzio venne sospeso dalla carica di preposito generale del suo ordine e sostituito dal gesuita Silvestro Pietrasanta, visitatore apostolico, assistito da padre Cherubini; il 16 marzo 1646, con il breve Ea quae, papa Innocenzo X ridusse gli scolopi da ordine esente a congregazione di preti secolari soggetti alla giurisdizione dei vescovi locali (come la congregazione dell'Oratorio).

### Apogeo dell'ordine
Papa Alessandro VII ricostituì la congregazione delle scuole pie con voti semplici con il breve Dudum del 24 gennaio 1656 e papa Clemente IX con il breve Iniuncti nobis del 23 ottobre 1669 ripristinò integralmente l'ordine.
I primi decenni del XVIII secolo rappresentarono il periodo di massimo splendore dell'ordine (grazie anche alle bolle Nobis quibus pastoralis officii del 1731 e del 1733 di papa Clemente XII, con le quali agli scolopi venne concessa la facoltà di insegnare ovunque anche le scienze maggiori). Nel 1708 venne aperta una scuola a Capodistria, nel 1715 a Rastatt, nel 1717 a Budapest, nel 1720 a Vilnius, nel 1728 a Madrid, a Saragozza e a Valenza, nel 1752 a Praga e nel 1759 a Milano.

### Decadenza e rinascita
Verso la fine del secolo l'ordine degli scolopi attraversò una fase critica, iniziata nel 1783, quando l'imperatore Giuseppe II separò le tre province scolopiche nei suoi domini dall'ordine; la stessa sorte toccò alle province di Napoli e Puglia nel 1788 e a quelle spagnole nel 1804 (Carlo IV ottenne da papa Pio VII la bolla Inter graviores, che stabilì che le province spagnole di tutti gli ordini venissero governate da vicari generali). I rivolgimenti politici e i conflitti bellici di quegli anni causarono la chiusura di altre scuole e la dispersione di altre comunità.
La ripresa iniziò sotto il pontificato di papa Pio IX, che era stato allievo degli scolopi a Volterra. I maggiori artefici della rinascita dell'ordine furono i prepositi generali Mauro Ricci e Alfonso Maria Mistrangelo, che promossero la riunificazione di tutte le province separate.
Attorno alla metà del XX secolo l'ordine poté tornare ad espandersi anche nei paesi extraeuropei: nel 1949 negli Stati Uniti d'America, in Colombia e in Nicaragua; nel 1950 in Brasile; nel 1951 in Repubblica Dominicana; nel 1952 in Giappone e in Venezuela; nel 1957 in Francia, nel 1960 in Porto Rico e nel 1961 in Costa Rica.

## Attività
Il fine dell'ordine è l'istruzione e l'educazione umana della gioventù, sia mediante la scuola che attraverso altre attività finalizzate alla formazione integrale della persona; oltre alle tradizionali scuole, gli scolopi gestiscono anche istituti per ciechi e sordomuti. In alcuni casi gli scolopi assumono anche il ministero parrocchiale, specialmente nelle zone povere di clero, e si dedicano alle missioni.
Il governo dell'ordine è affidato a un preposito generale (la carica in origine era vitalizia, ma fu portata a un sessennio per volere di Alessandro VII) coadiuvato da quattro assistenti: preposito e assistenti sono eletti dal capitolo generale che si riunisce ogni sei anni. La sede generalizia è presso la chiesa di San Pantaleo, a Roma, in piazza de' Massimi.

## Spiritualità
Il carisma specifico del fondatore consiste nel formare e istruire i fanciulli e i giovani, specialmente quelli poveri e abbandonati, fin dai primi elementi della cultura e, in primo luogo, insegnare loro la pietà e la dottrina cristiana (Pietas et Litterae).
Il fondatore, beatificato da papa Benedetto XIV nel 1748 e proclamato santo da papa Clemente XIII nel 1767, è stato dichiarato nel 1948 da papa Pio XII patrono delle scuole popolari cristiane di tutto il mondo. Tra gli altri scolopi innalzati all'onore degli altari, Pompilio Maria Pirrotti, canonizzato da papa Pio XI  e Faustino Míguez González.
Gli scolopi tendono alla "perfezione della carità" non solo mediante la consacrazione (i voti di povertà, obbedienza e castità), ma dedicandosi all'insegnamento (gli scolopi si impegnano mediante un quarto voto a dedicarsi all'educazione della gioventù).
Sono particolarmente sentite la devozione eucaristica (sia i religiosi che gli studenti dedicano parte del loro tempo all'adorazione eucaristica) e quella a Maria, madre di Dio (le preghiere comuni vengono fatte terminare con l'invocazione Sub tuum praesidium).

## Abito
L'abito originale dei religiosi dell'allora congregazione paolina, vestito il 25 marzo 1617 dal fondatore e dai suoi primi quattordici compagni, consisteva in una veste nera lunga fino ai piedi, aperta sul petto e chiusa mediante bottoni di legno, e da un mantello in panno ruvido nero lungo fino alle ginocchia; ai piedi gli scolopi indossavano scarpe chiuse senza calze e non portavano la camicia. Molto presto le scarpe vennero sostituite da sandali e venne consentito l'uso di una camicia di lana.
Nelle costituzioni del 1622 venne ribadito l'uso della veste talare nera aperta sul petto e con bottoni di legno e si prescriveva l'uso del tricorno per i religiosi chierici e dello zucchetto per i fratelli laici. L'abito era stretto in vita da una cinghia di cuoio alla quale i religiosi portavano la corona del rosario. Nel 1690 papa Alessandro VIII ordinò agli scolopi di indossare anche le calze.
Nel 1986 si è ribadito l'uso della tonaca con cintura, ma si è consentito alle comunità locali di adattarlo alle esigenze e alle consuetudini del luogo.

## Statistiche
Dopo l'anno, è indicato il numero delle province in cui era suddiviso l'ordine, il numero delle case e quello complessivo dei religiosi (esclusi i novizi).
| anno | province | case | membri |
| ---- | -------- | ---- | ------ |
| 1637 | 6        | 27   | 326    |
| 1646 | 6        | 37   | 500    |
| 1706 | 8        | 94   | 950    |
| 1784 | 16       | 218  | 3.000  |
| 1870 | 14       | 156  | 2.160  |
| 1909 | 12       | 133  | 2.180  |
| 1931 | 14       | 140  | 2.196  |
| 1965 | 16       | 179  | 2.535  |
| 1973 | 16       | 186  | 1.917  |

Alla fine del 2011, l'ordine contava 213 case e 1.327 religiosi, dei quali 986 sacerdoti.